# Strandfontein
Strandfontein è una località costiera sudafricana situata nella municipalità distrettuale di West Coast nella provincia del Capo Occidentale.
Il piccolo centro sorge lungo la costa atlantica a sud della foce del fiume Olifants a circa 240 chilometri a nord di Città del Capo.
Il toponimo, in afrikaans, significa "sorgenti della spiaggia".